# Архиепархия Оверри
Архиепа́рхия Ове́рри (лат. Archidioecesis Overriensis) — архиепархия Римско-Католической церкви c центром в городе Оверри, Нигерия. В митрополию Оверри входят епархии епархии Абы, Ахиары, Окигве, Орлу, Умуахиа. Кафедральным собором архиепархии Оверри является собор Успения Пресвятой Девы Марии.

## История
12 февраля 1948 года Святой Престол учредил апостольскую префектуру Оверри, выделив её из апостольской Оничи (сегодня – Архиепархия Оничи).     
18 апреля 1950 года Римский папа Пий XII издал буллу Laeto accepimus, которой преобразовал апостольскую префектуру Оверри в епархию. В этот же день епархия Кадуны вошла в митрополию Оверри. 
23 июня 1958 года апостольская префектура Калабара передала часть своей территории для возведения новой Епархия Умуахиа.
16 мая 1961 года и 29 ноября 1980 и 18 ноября 1987 года архиепархия Кадуны передала часть своей территории новым епархиям Порт-Харкорта и Орлу и Ахиары. 
26 марта 1994 года Римский папа Иоанн Павел II издал буллу Ad aptius efficaciusque, которой возвёл епархию Оверри в ранг архиепархии.  

## Ординарии архиепархии
- епископ Joseph Brendan Whelan CSSp (1948 — 1970);
- епископ Mark Onwuha Unegbu (1970 — 1993);
- епископ Anthony John Valentine Obinna (1993 — 1994);
- архиепископ Энтони Джон Валентин Обинна (1 июля 1994 — 6 марта 2022);
- архиепископ (6 марта 2022 — по настоящее время).

## Источник
- Annuario Pontificio, Libreria Editrice Vaticana, Città del Vaticano, 2003, ISBN 88-209-7422-3
- Бреве In christianum, AAS 40 (1948), стр. 357 Архивная копия от 5 октября 2018 на Wayback Machine  (лат.)
- Булла Laeto accepimus, AAS 42 (1950), стр. 615 Архивная копия от 27 марта 2010 на Wayback Machine  (лат.)
- Булла Ad aptius efficaciusque Архивная копия от 30 декабря 2011 на Wayback Machine  (лат.)